# Chaabi

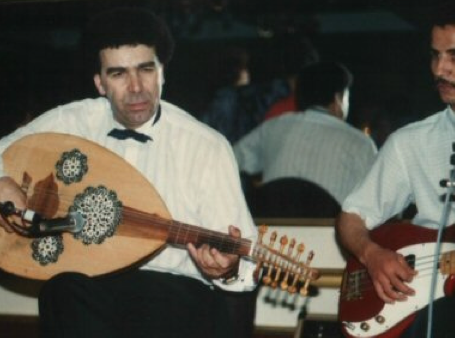
Noureddine Benghali, musicista di Blida, è uno dei maggiori esponenti dello chaabi algerino

Lo chaabi (الشعبي in arabo, shaʻbī pronuncia [ˈʃæʕbi], "popolare"), conosciuto anche come  chaâbi, sha-bii o sha'bii, è una tradizione musicale del Maghreb.
È una commistione tra musica rurale e urbana tutt'oggi in corso, nata nel corso del XX secolo come evoluzione di forme musicali preesistenti. Le aree di maggiore diffusione sono l'Algeria, il Marocco e l'Egitto.
Lo chaabi si differenzia a livello regionale per stili esecutivi e repertori: nel contesto maghrebino si riconosce una fusione tra elementi della musica araba delle kasbah e di matrice andalusa con quelli delle tradizioni berbere; in Egitto, si sviluppò negli anni '70 per iniziativa delle classi operaie del Cairo, come evoluzione del baladi.
Si contraddistingue per il carattere festoso e incalzante delle melodie e viene spesso suonato in occasione di matrimoni e celebrazioni. Inoltre, per le sue caratteristiche ritmiche, è formente connesso alla danza.
Altre declinazioni contemporanee hanno portato lo chaabi a evolversi in nuovi filoni e contaminarsi con sonorità della musica pop e della musica elettronica (il cosiddetto electro-chaabi).

## Musicisti principali
- Hadj M'hamed El Anka
- Cheikh El Hasnaoui
- Hicham Bajit
- Jedwane
- Daoudi Abdellah
- Said Senhaji
- Najat Aâtabou
- Hajib
- Dahmane El Harrachi
- Kamel El Harrachi
- Hachemi Guerouabi